# Закон про безпеку дітей в Інтернеті
«Закон про безпеку дітей в Інтернеті» (англ. KOSA) — це законопроєкт, який було внесено до Сенату Сполучених Штатів Америки у лютому 2022 року та повторно подано у травні 2023 року. Цей законопроєкт «встановлює вимоги» щодо захисту неповнолітніх від шкоди на платформах соціальних мереж . Законопроєкт доручає окремим генеральним прокурорам штату забезпечити виконання положень законопроєкту. Ідею критикували правозахисні організації за потенційну можливість цензури матеріалів, важливих для маргіналізованих груп.

## Аналіз положень
Дослідницька служба Конгресу дала законопроєкту таку оцінку:
 

## Критика
Законопроєкт розкритикували члени руху «Не видаляйте мистецтво» (DDA) та антицензурні групи через ймовірність посиленого онлайн-спостереження та жорсткої цензури робіт художників . Разом із підтримкою Американської спілки громадянських свобод, Національної коаліції проти цензури, Fight for the Future, Electronic Frontier Foundation (EFF) та Woodhull Freedom Foundation DDA заохочує людей висловити свою опозицію через онлайн-петицію, яка позначає KOSA як один із кількох «Поганих рахунків за Інтернет».
У листі, надісланому до Конгресу США Еваном Гріром, директором Fight for the Future, і підписаним кількома групами громадянського суспільства, стверджується, що KOSA може мати негативні наслідки та спричинити більше шкоди неповнолітнім.

### Тлумачення шкоди
Критики, зокрема EFF, зазначають, що визначення шкоди неповнолітнім у законопроєкті залишає простір для широкого тлумачення за рішенням генеральних прокурорів штату, які відповідають за виконання законопроєкту, порівнюючи його з законопроєктами FOSTA-SESTA .
Консервативний аналітичний центр The Heritage Foundation написав, що початкова ітерація KOSA у 2022 році не заходить достатньо далеко, оскільки в законопроєкті прямо не перераховується охорона здоров'я трансгендерів як шкода. Включення фрази «відповідає медичній інформації, заснованій на доказах» може бути використано генеральними прокурорами для вибору анти-транс-джерел як виправдання, оскільки немає визначення того, що може включати «медична інформація, заснована на доказах». Сенатор Блекберн, співавтор законопроєкту, стверджувала, що певна інформація про расизм і рух за громадянські права збігається з критичною расовою теорією, яку вона називає «небезпечною ідеологією», яка може завдати «психічної та емоційної шкоди» дітям. Оглядач EFF Джейсон Келлі стверджує, що в рамках, передбачених законопроєктом, KOSA може використовуватися для цензури освітнього процесу про расизм у школах, оскільки можна стверджувати, що це впливає на психічне здоров'я.